# William O'Connell Bradley
William O'Connell Bradley, född 18 mars 1847 i Garrard County, Kentucky, död 23 maj 1914 i Washington, D.C., var en amerikansk republikansk politiker. Han var guvernör i delstaten Kentucky 1895–1899. Han representerade Kentucky i USA:s senat från 1909 fram till sin död.
Bradley deltog i amerikanska inbördeskriget i nordstaternas armé. Han studerade juridik och arbetade sedan som advokat och som åklagare i Garrard County. Han förlorade guvernörsvalet i Kentucky 1887 mot Simon Bolivar Buckner.
Bradley kom på tredje plats i omröstningen om vicepresidentkandidat på republikanernas konvent i Chicago inför presidentvalet i USA 1888. Levi P. Morton nominerades med 591 röster, William W. Phelps fick 119 röster och Bradley 103. Elva delegater röstade på Blanche Bruce, en på Walter Thomas och sex lät bli att rösta i nomineringen av vicepresidentkandidat. Republikanerna Benjamin Harrison och Morton vann presidentvalet trots att de fick färre röster än demokraterna Grover Cleveland och Allen G. Thurman.
Bradley vann guvernörsvalet 1895. För första gången i Kentuckys historia fick delstaten en republikansk guvernör. En bidragande orsak var Populistpartiets kandidat Thomas S. Pettit som fick många av sina röster i västra Kentucky där demokraterna tidigare hade varit starka. Bradley efterträddes 1899 som guvernör av William S. Taylor.
Bradley efterträdde 1909 James B. McCreary som senator för Kentucky. Han avled 1914 i ämbetet och gravsattes på Frankfort Cemetery i Frankfort.